# جيمس بارتون بوين
جيمس بارتون بوين (بالإنجليزية: James Barton Bowen) هو سياسي أمريكي، ولد في 1815، وتوفي في 1881.